# Jan Kryst

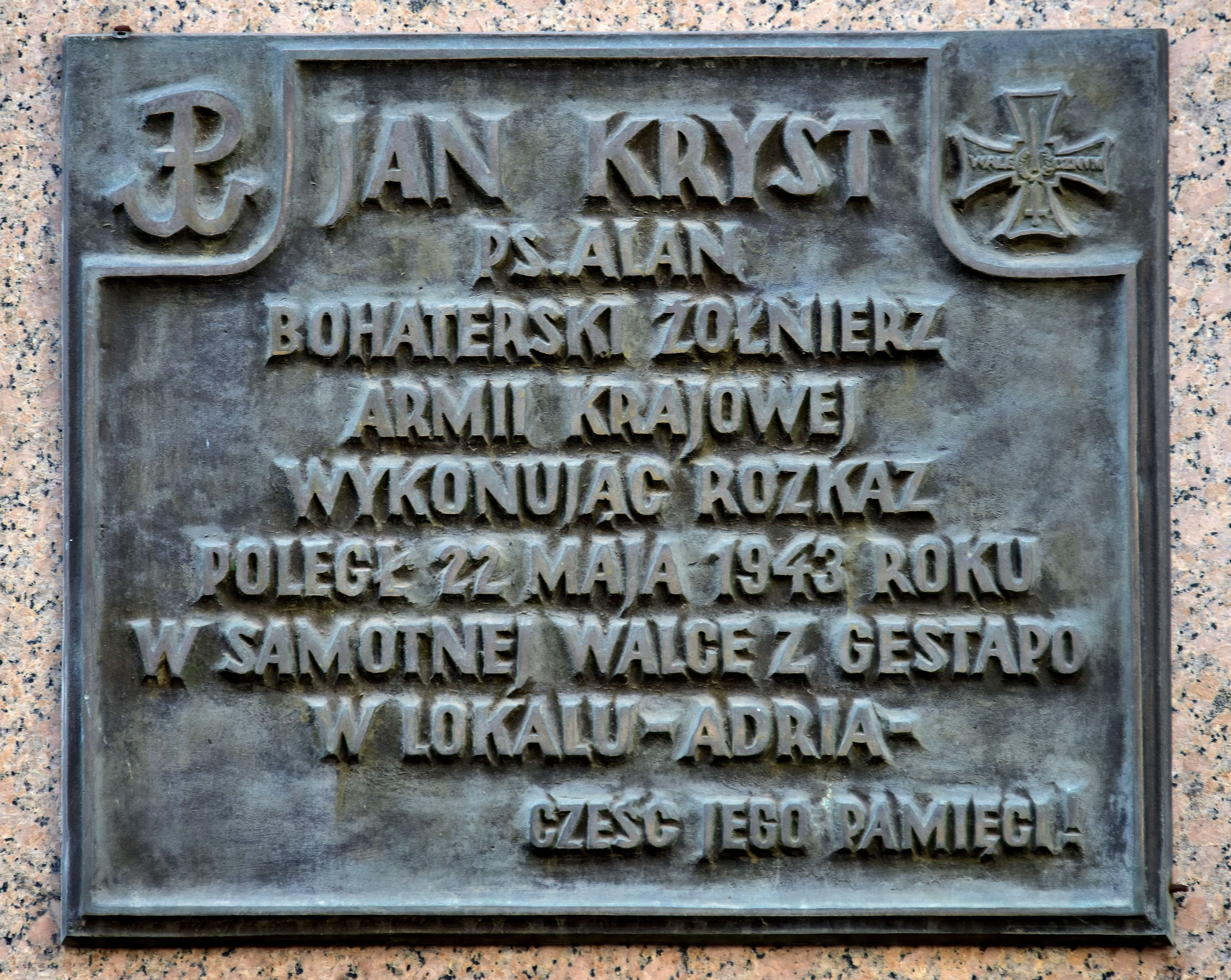
Tablica pamiątkowa przy ul. Moniuszki 8 w Warszawie

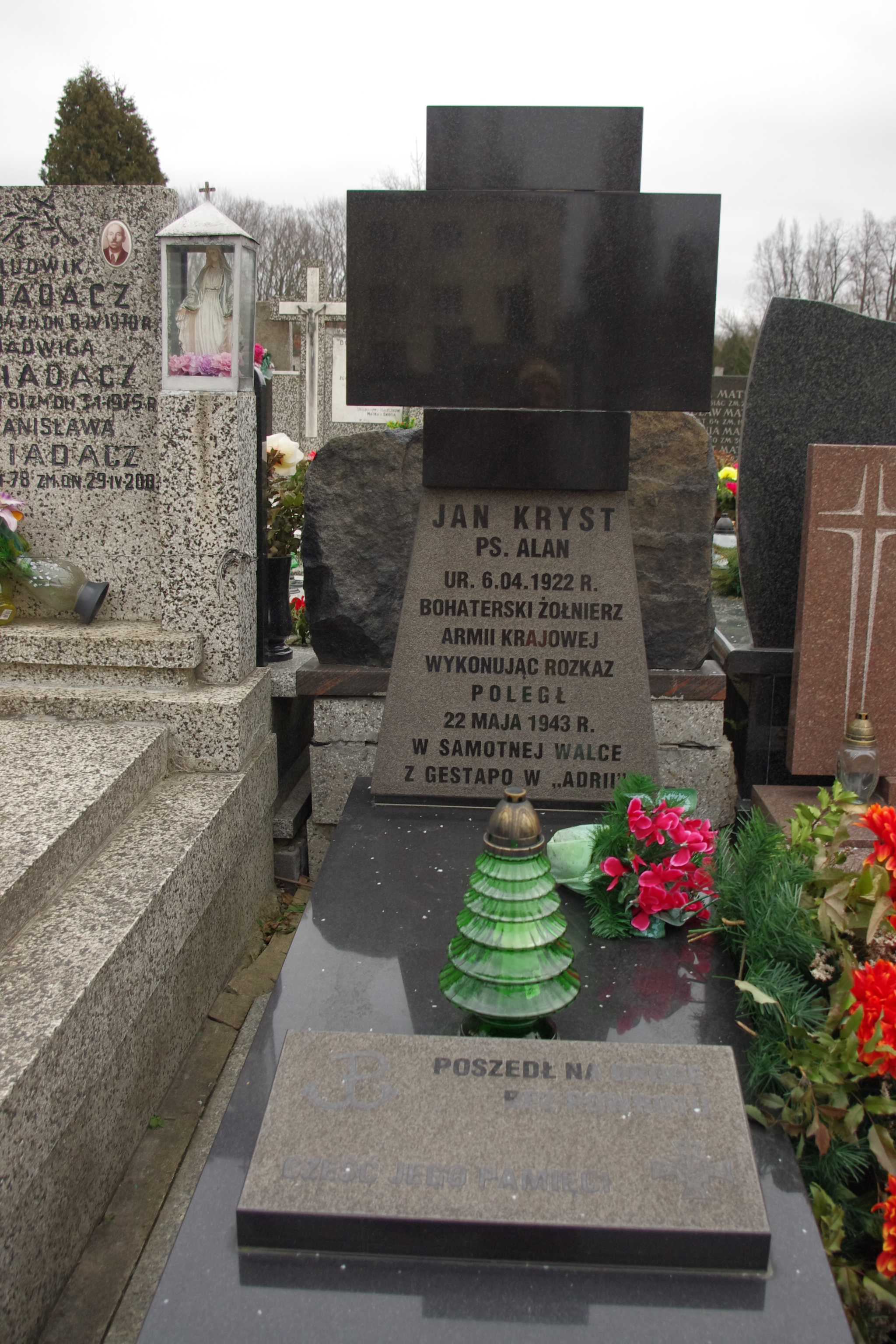
Grób Jana Krysta na cmentarzu Wolskim w Warszawie

Jan Kryst ps. Alan (ur. 6 kwietnia 1922 w Modlinie, zm. 22 maja 1943 w Warszawie) – polski harcerz, uczestnik obrony Warszawy, żołnierz Związku Walki Zbrojnej i Armii Krajowej, poległy w samodzielnym ataku w restauracji „Adria”.  

## Życiorys
Był synem Franciszka (kierowcy, działacza PPS i żołnierza AK). Wychowywał się w Warszawie. Uczęszczał do gimnazjum mechanicznego I stopnia, które ukończył kilka miesięcy przed wybuchem II wojny światowej. Zdobył srebrną odznakę strzelecką w sekcji strzeleckiej Przysposobienia Wojskowego, należał też do Związku Harcerstwa Polskiego. 
We wrześniu 1939 uczestniczył ochotniczo w obronie Warszawy na pierwszej linii umocnień. W czasie okupacji pracował jako ślusarz w prywatnym przedsiębiorstwie.
Był żołnierzem ZWZ-AK, w Obwodzie Wola Okręgu Warszawa. Chorował na gruźlicę płuc; poznawszy diagnozę, która wróżyła mu rychłą śmierć, wystąpił wiosną 1943 do dowództwa o możliwość wzięcia udziału w akcji odwetowej za masowe rozstrzeliwania, bez względu na ryzyko. Dowództwo Kedywu przychyliło się do jego prośby, wyznaczając mu jako zadanie samotny atak na warszawską restaurację „Adria” przy ul. Moniuszki 10, często odwiedzaną przez Niemców. Dnia 22 maja 1943 roku Kryst, zdając sobie sprawę, że szanse na przeżycie są minimalne, zastrzelił w „Adrii” trzech oficerów gestapo (według danych AK, w meldunku niemieckim jako ofiary wymieniono dwóch urzędników cywilnych gestapo i kaprala) oraz prawdopodobnie ranił dwóch innych. Sam również poniósł śmierć przy wycofywaniu się pod osłoną dwóch współtowarzyszy. Jego ciało, wykradzione z kostnicy przy ul. Oczki, zostało złożone w bezimiennym grobie na cmentarzu Wolskim.
Według najnowszych ustaleń historyka Wojciecha Königsberga w wyniku celnych strzałów Krysta śmierć poniosło co najmniej dwóch gestapowców: inspektor administracji wojennej Karl Thüring, płatnik Heinz Grünberg oraz starszy kapral artylerii Josef Kohlbauer. Natomiast SS-Hauptsturmführer Otto Söldner zmarł kilkanaście dni później z powodu odniesionych ran.
Jego krewnym był lekarz stomatolog, harcerz i powstaniec warszawski Leszek Kryst.

## Odznaczenia
Pośmiertnie odznaczony Krzyżem Walecznych. 

## Upamiętnienie
- W 1961 imię Krysta nadano jednej z ulic na warszawskiej Woli[2].
- Tablica pamiątkowa odsłonięta przy ul. Moniuszki 8 w październiku 1995[3].